# Echinopsis atacamensis
Echinopsis atacamensis är en kaktusväxtart som först beskrevs av Rodolfo Amando Philippi, och fick sitt nu gällande namn av H. Friedrich och Gordon Douglas Rowley. Echinopsis atacamensis ingår i släktet Echinopsis och familjen kaktusväxter.

## Underarter
Arten delas in i följande underarter:
- E. a. atacamensis
- E. a. pasacana

## Bildgalleri

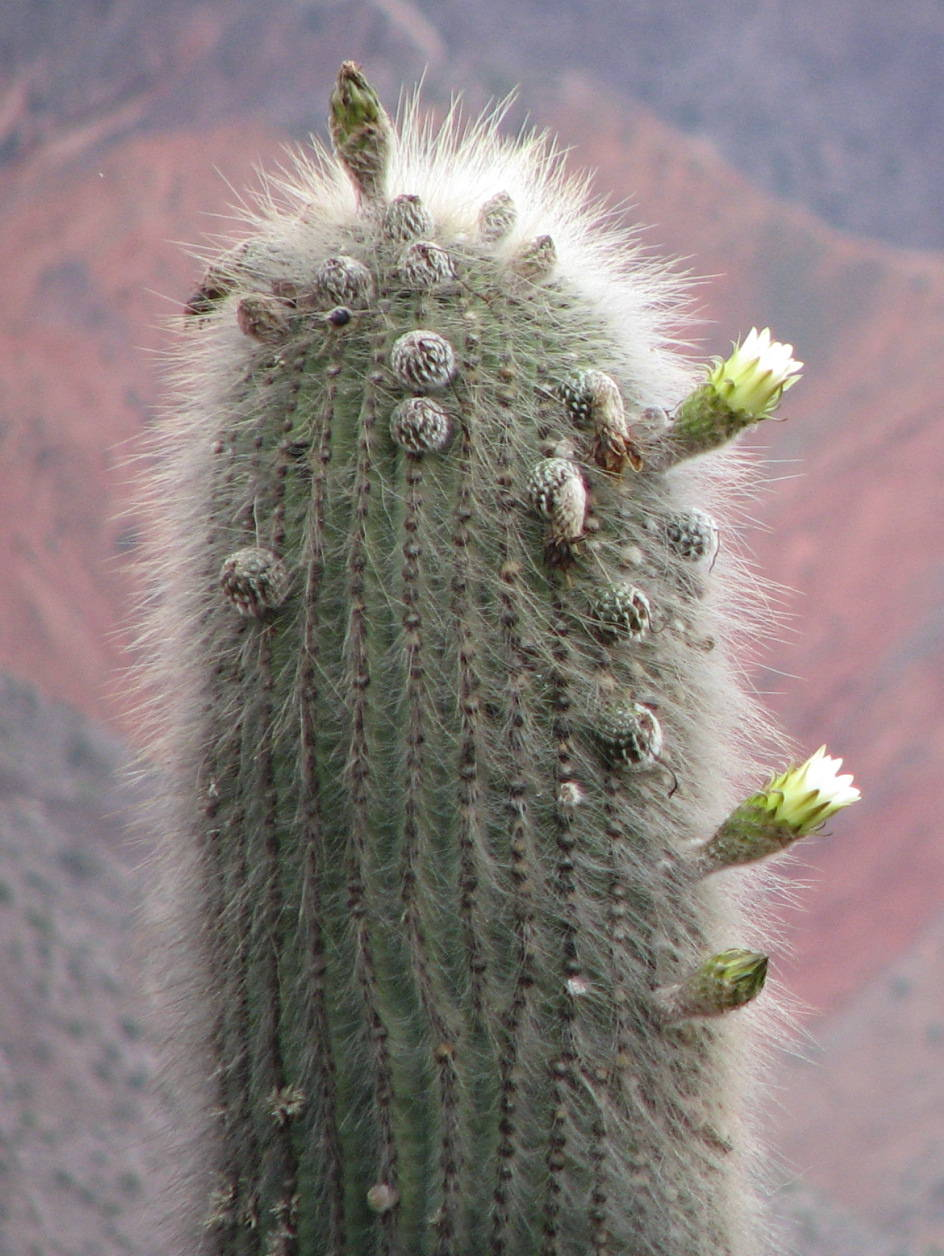
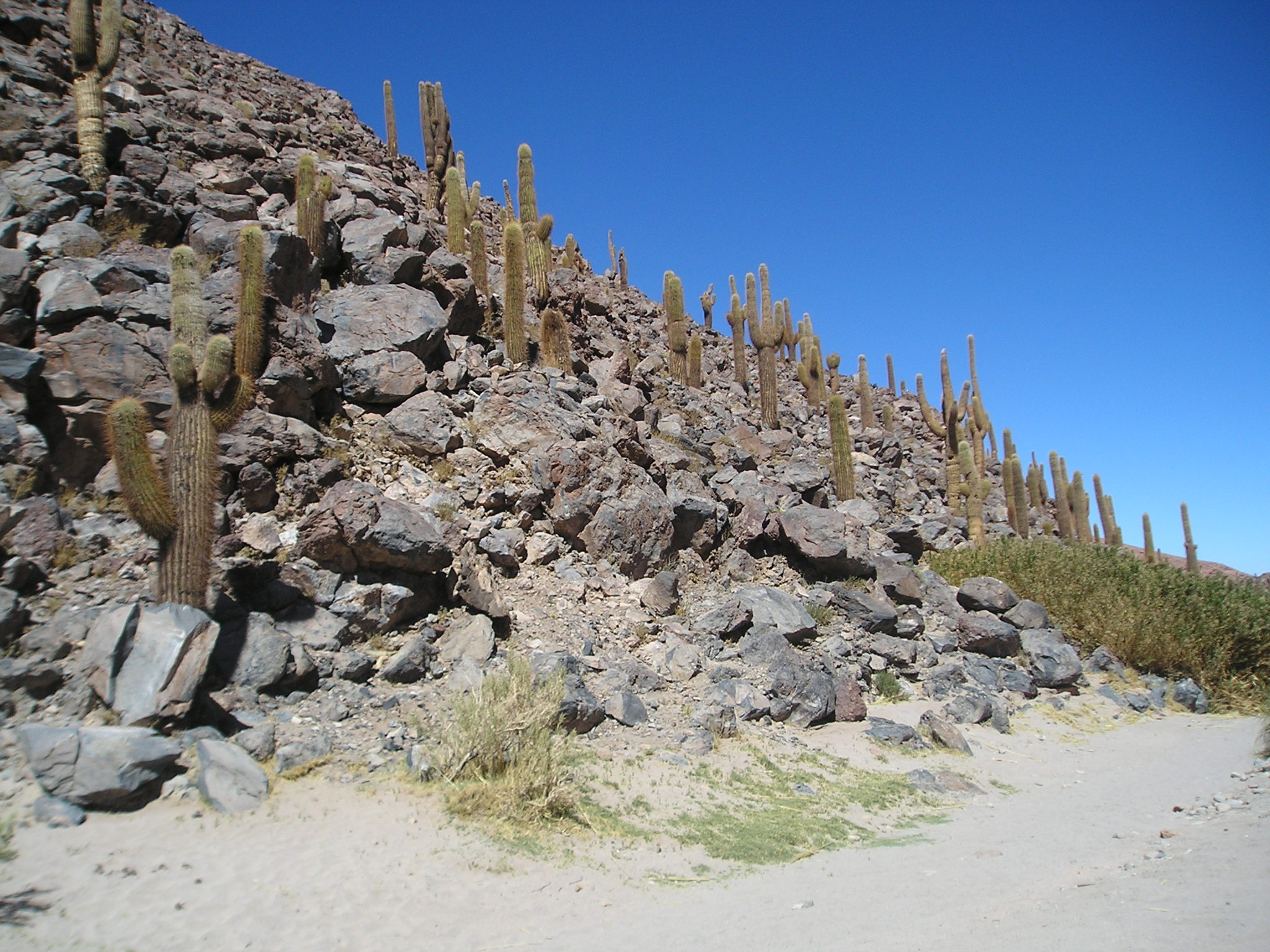
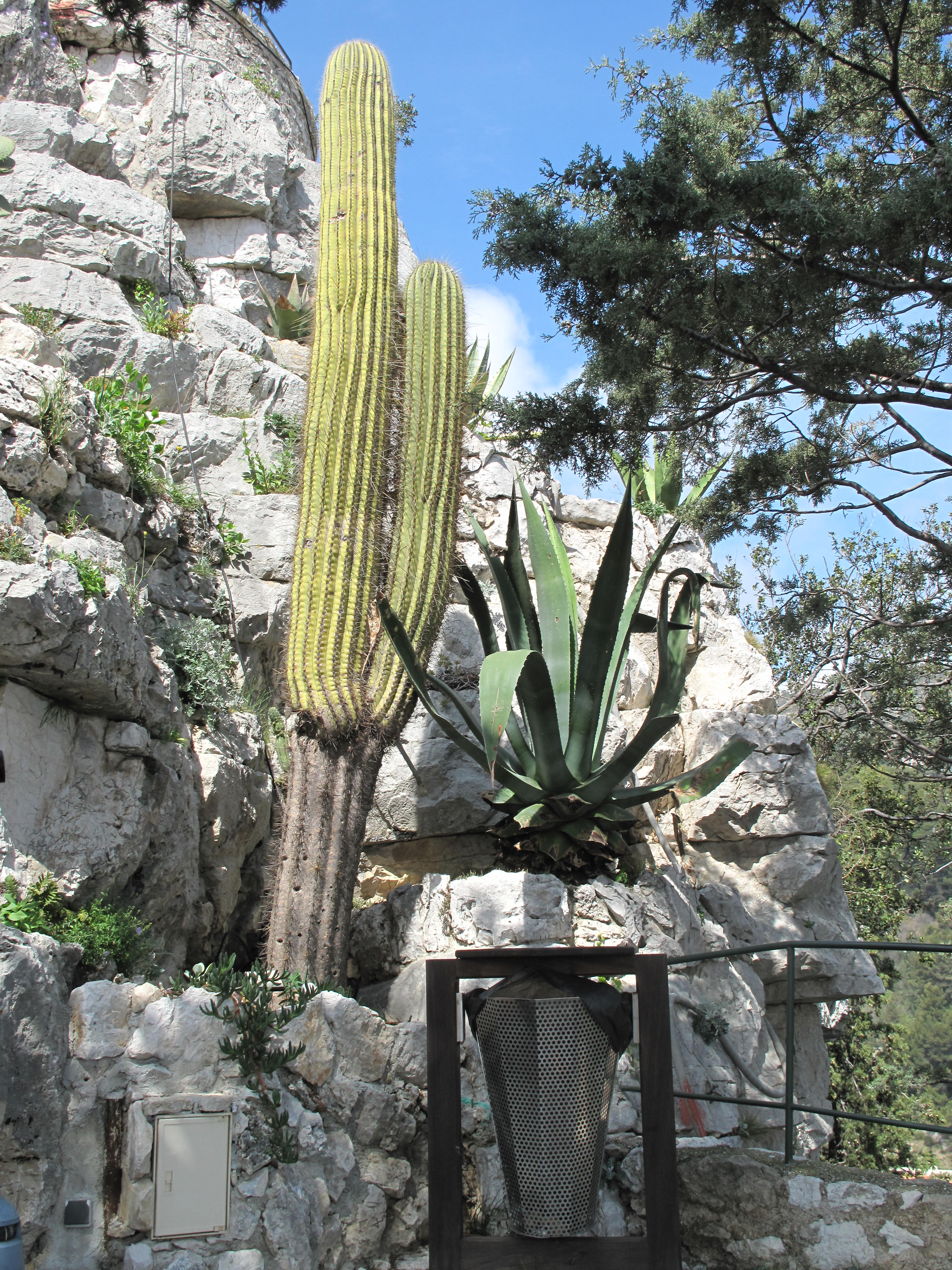
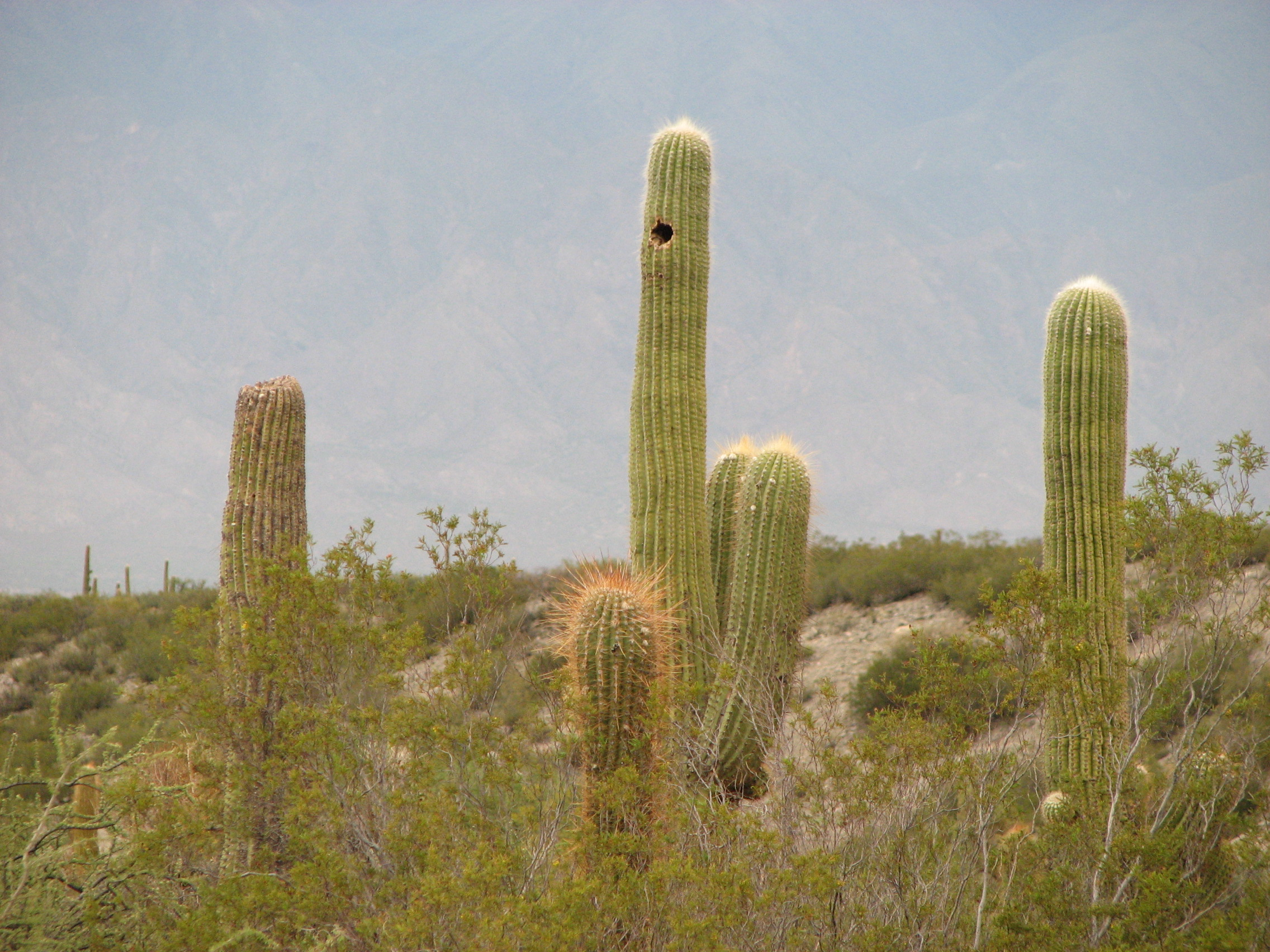
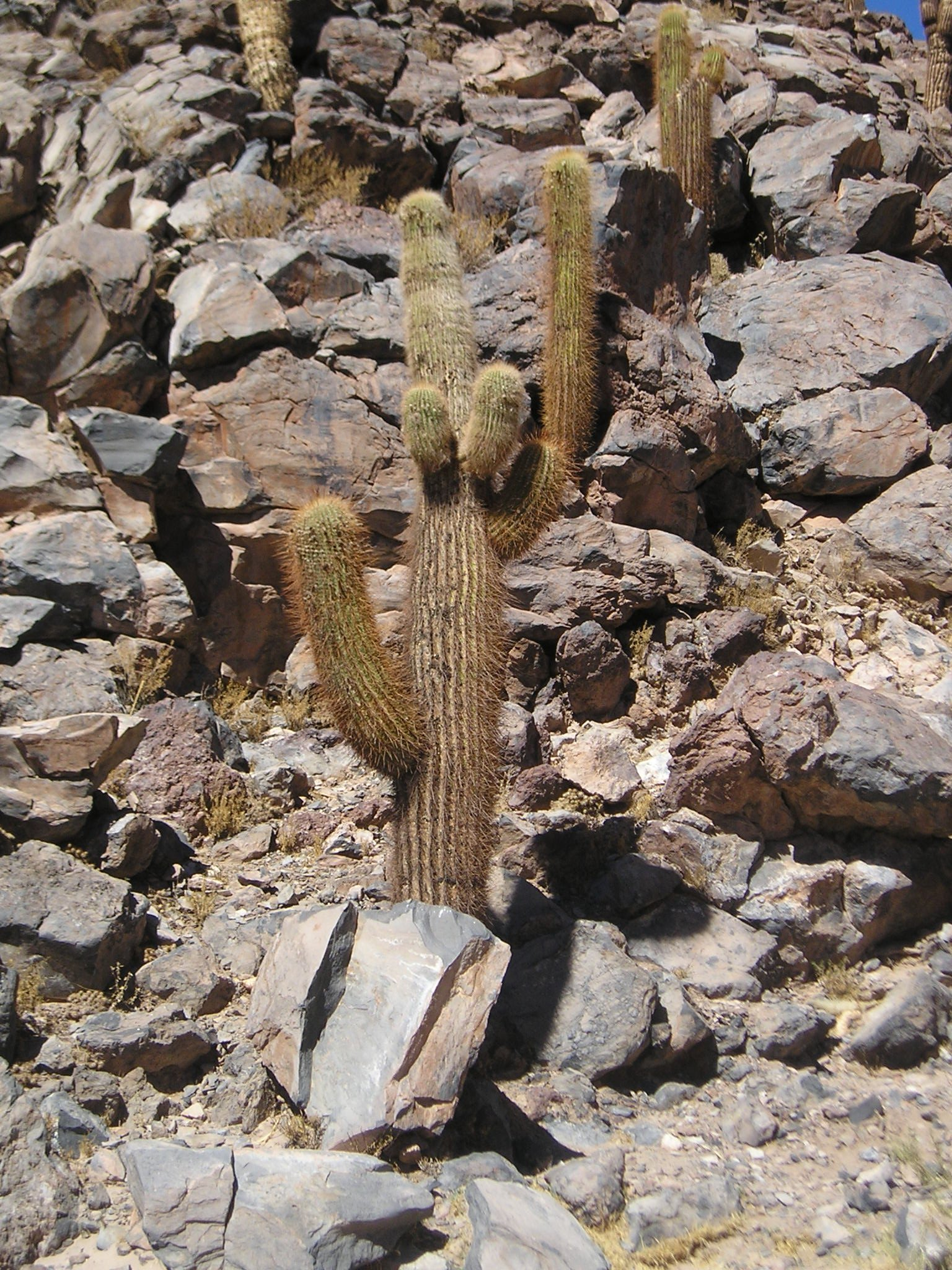
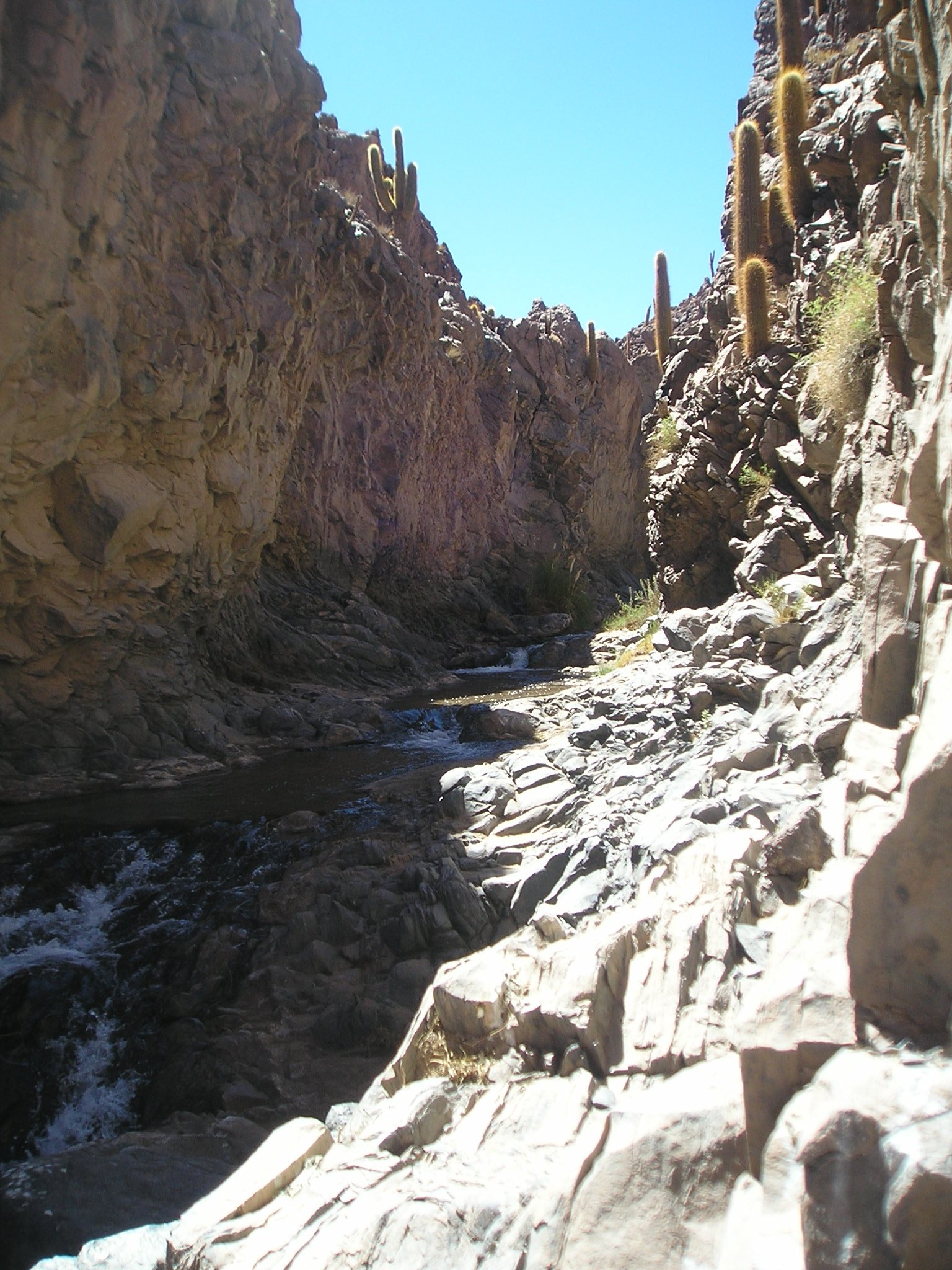